# Top Story Window
Top Story Window – naturalny łuk skalny w stanie Utah w Stanach Zjednoczonych, w północnej części Parku Narodowego Arches na terenie Devil’s Garden.